# 101 далматинец 2: Приключения Патча в Лондоне
«101 далматинец 2: Приключения Патча в Лондоне» (англ. 101 Dalmatians II: Patch's London Adventure) — мультипликационный фильм, выпущенный студией «Walt Disney Pictures» в 2003 году, который является продолжением мультфильма «101 далматинец».

## Сюжет
Действие мультфильма происходит примерно через месяц после окончания первой части. Роджер и Анита Рэдклифф уже свыклись с тем, что в семье Понго и Пэдди 99 далматинцев. Но щенок Патч, выделяющийся чёрным пятном вокруг правого глаза, не хочет переезжать на ферму, поскольку мечтает встретить на телевидении суперпса Громобоя. Когда семья случайно забывает его при переезде, он сразу отправляется на пробы в новую серию Громобоя. Всех, в том числе и его, тестируют на громкость лая, но от волнения у Патча перехватило дыхание, и он издал слабый писк. Все покатились со смеху, а он ушёл пристыжённый.
В это время Громобой узнал от своего партнёра по сериалу, крошки Зигзага, что на самом деле пробы устроили, чтобы найти замену самому Громобою. Не желая лишиться звёздной жизни, Громобой сбегает с прослушивания, чтобы совершить настоящее геройство, и сталкивается с Патчем, который считает его реальным супер-псом. В итоге они начинают пытаться геройствовать, но создают множество комических ситуаций.
Тем временем Стервелла Де Виль вышла из тюрьмы на свободу, но при одном условии, что не получит ни одного мехового изделия. Она решает компенсировать шубы картинами с чёрными пятнами, которые нарисовал эксцентричный художник-супрематист Ларс, но всё равно хочет меховые шубы и снова похищает всех щенят. Услышав об этом, Патч и Громобой идут спасать их, а Зигзаг решил присоединиться к ним и тоже прибежал.
Но необдуманные действия приводят к неудаче, и Патча с Громобоем тоже берут в плен. Зигзаг раскрывает партнёру карты: на самом деле никто не собирался заменять Громобоя. Просто Зигзаг решил выйти из тени и хитростью подговорил создателей после прослушивания заменить Громобоя им. Он возвращается на съёмки, а Громобой признаётся Патчу в том, что он просто актёр. Щенок обижен, но сразу на основе того, что знает весь сериал про него наизусть, придумывает план побега под носом у спящих братьев Бякиных — Хораса и Джаспера. Громобой решает остаться в клетке, всё ещё чувствуя себя виноватым из-за лжи.
Но в самый последний момент (как подобает герою шоу), когда щенки почти пленены, он приходит на помощь с помощью Ларса, который восстал против Стервеллы, узнав, для чего она похитила так понравившихся ему щенков. В итоге злодеев и Зигзага, который случайно попал на место событий, арестовывает полиция. При этом Стервеллу вместо тюремной камеры отправляют в интернат для душевнобольных, так как она уже полностью свихнулась к тому времени. Патч получает признание у своих братьев и сестёр, и вместе с Громобоем они объявляются героями Лондона. После того, как газетный монтаж раскрывает судьбы персонажей, сцена после титров показывает Громобоя в его телешоу с Патчем в качестве его нового партнёра и других щенков в качестве дополнения, преследующих злодея в закат.

## Персонажи

### Патч
Главный герой. У него большое чёрное пятно над правым глазом, отсюда и его кличка. Патч чувствует себя одиноким, думая, что он просто один из знаменитых 101 далматинцев, и жаждет шанса самоутвердиться и выйти из тени своих братьев и сестёр. Он авантюрный, смелый и сильный духом. Быстро подружился с Громобоем, знаменитым телевизионным чудо-псом, которого он обожает, а затем встретил Зигзага, знаменитого друга Громобоя (который позже предал его). В конце фильма стал героем и напарником Громобоя.

### Громобой
Звезда шоу «Час приключений Громобоя». Когда Громобой убежал, будучи обманутым Зигзагом и думая, что директор его знаменитого шоу планирует убить его, он бежит к Патчу, и они объединяются, пытаясь совершать подвиги, чтобы доказать, что Громобой — настоящий герой. По ходу сюжета Громобой становится сильным, храбрым и искренним другом Патча.

### Крошка Зигзаг
Помощник Громобоя, пёс породы вельш-корги пемброк. В конце концов, Зигзаг злится на то, что всегда находится в тени Громобоя и терпит его. Чтобы жестоко и нагло от него избавиться, Зигзаг обманывает Громобоя, а затем планирует манипулировать режиссёром, чтобы переписать шоу, главным героем которого теперь должен стать он. Когда Громобой и Патч возвращаются, подвергая опасности шанс Зигзага обрести славу, он показывает себя предателем. В конце концов, однако, он ненадолго раскаивается, когда Громобой инсценирует свою смерть, но затем его забирают в собачий приют.

### Стервелла Де Виль
Главная антагонистка оригинального фильма, снова похитившая щенков. Теперь она находится под запретительным ордером из-за её прошлых преступлений. Чтобы вылечить свою одержимость мехом, она встречает Ларса и заставляет его сделать для неё далматинский шедевр, но он отказывается, как только она раскрывает, что хочет, чтобы он использовал шкуры щенков в качестве холстов. Это заставляет её восстать и вернуться к её первоначальному плану похищения собак для пальто. В итоге она снова терпит поражение и отправляется в психиатрическую больницу.

### Ларс
Стильный, но эксцентричный французский художник-супрематист. Предполагается, что у него были романтические чувства к Стервелле, но когда она снова захватывает щенков-далматинцев и планирует сделать из них пальто, он восстаёт против неё, но за это они с Хорасом и Джаспером приковывают его к одному из холстов, заткнув ему рот платком. В конце концов он отправляется защищать Патча от Стервеллы, Джаспера и Хораса.

### Джаспер и Хорас Бякины
Бандиты-неудачники и бывшие помощники Стервеллы Де Виль. Она освобождает их из тюрьмы и повторно нанимает, чтобы вновь похитить, убить и снять шкуры со щенков далматина, но они сомневаются в ней, поскольку не хотят снова оказаться в дураках. Позже она заставляет их снова захватывать щенков в клетках и приносить их Ларсу, чтобы он мог использовать их в качестве холстов для шедевра. В конце концов, Джаспер и Хорас снова арестованы. Однако, после этого, они отказываются от преступной жизни и открывают в Лондоне магазин женской одежды.

## Русский дубляж
Мультфильм дублирован кинокомпанией «Невафильм» по заказу компании «Disney Character Voices International» в 2003 году